# Hyphydrini
Los hifidrinos (Hyphydrini) son una tribu de coleópteros adéfagos  perteneciente a la familia Dytiscidae. 

## Géneros
Tiene los siguientes géneros.
- Agnoshydrus
- Allopachria
- Andex
- Anginopachria
- Coelhydrus
- Darwinhydrus
- Desmopachria
- Dimitshydrus
- Heterhydrus
- Hovahydrus
- Hydropeplus
- Hyphovatus
- Hyphydrus
- Microdytes
- Pachydrus
- Primospes